# Helena Sigander
Helena Maria Elisabeth Johansson Sigander, född 17 december 1947 i Kungsbacka, är en svensk författare och förläggare på Exilium förlag sedan 2012.
Sigander skriver romaner, kriminallitteratur, barnböcker, noveller och dramatik. Hon skriver under eget namn och under noms de guerre. Mellan 2001 och 2008 startade och drev Sigander läsrörelsen Stockholm Läser. Hösten 2008 startade Sigander tillsammans med Britta Bergstedt Teaterradion Lidingö 97,8 i Närradio Lidingö. Hon driver en skrivarskola på nätet.
Sigander verkar bland annat som spökskrivare. Våren 2008 medverkade hon i SVT:s kulturmagasin Kobra och beskrev sitt yrke med orden "Som spökskivare arbetar jag som en hårfrisörska. Jag fixar frisyren men hänger inte med på partyt."
Helena Sigander var gift med journalisten och riksdagsledamoten Mats Johansson fram till dennes död 2017.

## Medlemskap
Sigander är medlem av Sveriges Författarförbund, Svenska PEN, Författarcentrum och ordförande i NovellmästarnA.

## Dramatik

### Radio
- Åh, alla dessa Karlar (1993)
- En Greenpeaceanhängare (1993)
- Helga Gregorius (2008)
- Den starkare kvinnan (2009)
- Ett glas vin (2009)

### Teater
- Grönt, grönt vårt MORD är grönt (2003)
- Helga (2006)
- Repetitionen om Harriet Bosse (2008)
- Kära fröken Harriet Bosse! (2008)
- Augusts dilemma (2008)
- After the Last Curtain i översättning av Verne Moberg  (2008)
- Pojken, prinsessan och draken (2012)